# Estación Pirituba
La Estación Pirituba es una estación del sistema de trenes metropolitanos perteneciente a la Línea 7-Rubí, ubicada en el distrito de Pirituba, en la ciudad de São Paulo.

## Historia
La estación fue inaugurada por la São Paulo Railway el 1 de febrero de 1885. Luego de que el gobierno federal absorbió las líneas de la SPR (a través de la estatal EFSJ), una nueva estación es construida e inaugurada en 1964.
Luego de ser administrada por varias empresas federales (EFSJ, RFFSA, EBTU y CBTU) la estación (juntamente con las líneas) es transferida al gobierno del Estado de São Paulo que la administra desde 1994, a través de la estatal CPTM.

## Tabla
| Sigla | Estación | Inauguración         | Integración                                   | Plataformas         | Posición   | Comentarios                       |
| ----- | -------- | -------------------- | --------------------------------------------- | ------------------- | ---------- | --------------------------------- |
| PRT   | Pirituba | 1 de febrero de 1885 | Bilhete Único y Terminal Pirituba de SPTrans. | Central y laterales | Superficie | Estación reconstruida por la EFSJ |